# اوریون
اُورِیُون (به فرانسوی: Oreillons) یا گوشک یا بناگوشک یا بناریشک یک بیماری ویروسی توسط ویروس اُورِیُون است که معمولاً کودکان را مبتلا می‌کند. تظاهر اصلی و عمده این بیماری التهاب غده بناگوشی است، ولی ممکن است این عفونت به غده‌های دیگر، مانند لوزالمعده، مغز، بیضه و تخمدان هم گسترش یابد. این بیماری یک عفونت واگیر است. علائم اُورِیُون شامل سردرد، تب، تورم غدد لنفاوی، و آبریزش بینی و چشم است.
اُورِیُون یک بیماری عفونی دوران کودکی است که بیشتر کودکان بالای دو سال را مبتلا می‌سازد. این بیماری توسط یک ویروس ایجاد می‌شود و دوره کمون آن ۱۴ تا ۲۱ روز است. ممکن است یک یا دو روز پیش از شروع علائم عمده، کودک دچار بدحالی عمومی شود، سپس غدد بزاقی در ناحیه بناگوش و زیر چانه متورم می‌شوند، این علامت می‌تواند همراه تب دیده شود. تورم ممکن است نخست باعث اشکال در بلعیدن شود. همچنین ممکن است به علت توقف ترشح بزاق از غدد بزاقی، خشکی دهان وجود داشته باشد. تورم بیضه‌ها یا تخمدان در موارد نادر دیده می‌شود، علی‌رغم این علائم، اُورِیُون یک بیماری کم خطر است، با این حال اگر قبل، در طی یا بعد از تورم غدد بزاقی کودک دچار درد و سفتی گردن شود، علامت بروز مننژیت ناشی از اُورِیُون است که می‌تواند خطرناک باشد.
اوریون در کلینیک‌ها می‌تواند با آزمایش میزان آنزیم آلفا آمیلازs مشخص شود. اوریون باعث افزایش آلفا امیلازs می‌شود.

## عوارض[۲]
۱- تورم مغز و پرده‌های مغز: این عارضه شایع‌ترین عارضه بیماری اوریون می‌باشد. اگر کودک در هنگام بیماری یا پس از بهبود دچار تب، سردرد، استفراغ، تحریک پذیری و سفتی گردن شود به این معنا است که در نتیجه هجوم ویروس به مغز دچار تورم پرده‌های مغز یا خود مغز شده‌است. کودک باید در بیمارستان بستری گردد. آنسفالیت یا مننژیت ممکن است منجر به ناشنوایی دائم گردد.
۲- ورم بیضه‌ها: گاهی پسران در سن بلوغ دچار تورم بیضه‌ها می‌شوند که حدود یک هفته پس از شروع اوریون رخ می‌دهد. این عارضه در سنین ۱۴ تا ۳۵ سالگی به وجود می‌آید و در سنین قبل از بلوغ نادر است. تورم یک یا هر دو بیضه موجب تب و لرز و درد بیضه‌ها می‌گردد. عقیم شدن به دنبال تورم بیضه‌ها بسیار نادر است.

## درمان
بیماری درمان اختصاصی ندارد ولی اقداماتی که شما می‌توانید برای کمک به کودک انجام دهید:
1. نخست درجه حرارت بدن را کنترل کنید و اگر حرارت بالا بود تب را پایین بیاورید.
2. از غذاهای مایع مثل شیر، سوپ یا ماست برای کودک استفاده کنید تا بلع غذا آسانتر بشود.
3. برای برطرف کردن خشکی دهان، مایعات فراوان به کودک بدهید و در صورت وجود مشکل در نوشیدن از نی استفاده کنید.
4. یک کیسه آب گرم را در یک حوله پیچیده و آن را روی موضع درد قرار دهید.
5. برای تأیید تشخیص با پزشک مشورت کنید. همچنین در صورت بدتر شدن بیماری پس از گذشت ۱۰ روز و وجود سردرد یا سفتی گردن حتماً با پزشک تماس بگیرید.

اقداماتی که پزشک انجام می‌دهد:
- هیچ درمان خاصی برای اوریون وجود ندارد، پزشک شما ممکن است توصیه کند که تا ۵ روز پس از، از بین رفتن تورم غدد بزاقی، از رفتن کودک به مدرسه جلوگیری کنید؛ اگر بیضه‌ها متورم و دردناک هستند، ممکن است پزشک استراحت مطلق و استامینوفن توصیه کند تا تورم از بین برود.